# Kepler-1520

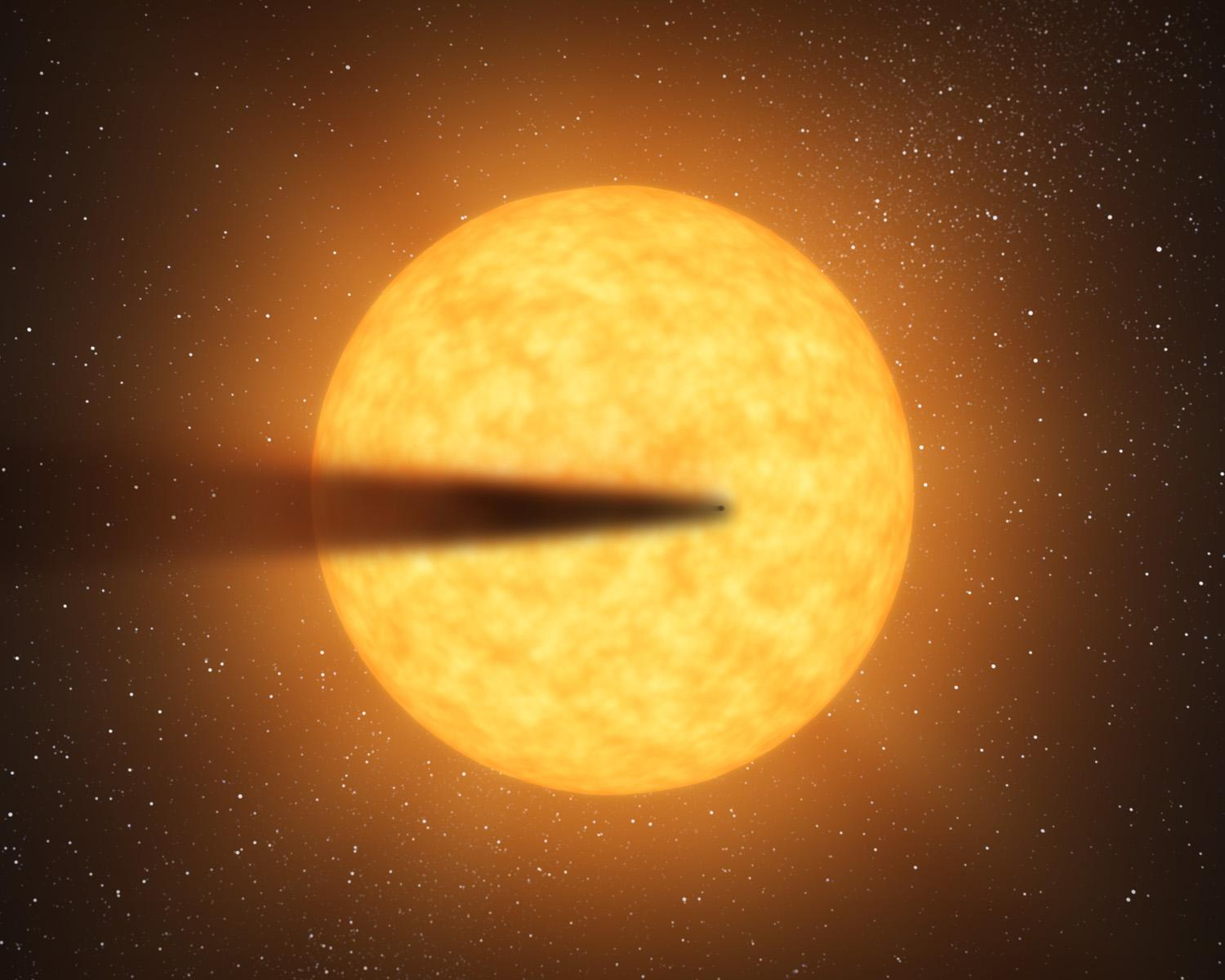
Kepler-1250

Kepler-1520 là một ngôi sao loại K thuộc Chòm sao Thiên Nga, nó có kính thước nhỏ hơn Mặt Trời một chút.

## Hệ hành tinh
| Thiên thể đồng hành (thứ tự từ ngôi sao ra) | Khối lượng | Bán trục lớn (AU)         | Chu kỳ quỹ đạo (ngày) | Độ lệch tâm | Độ nghiêng | Bán kính                  |
| ------------------------------------------- | ---------- | ------------------------- | --------------------- | ----------- | ---------- | ------------------------- |
| b                                           | <0.02 M🜨   | 0.013 (1208425.494 miles) | 06535538±00000001     | ~0          | —          | <1 (for albedo of 0.5) R🜨 |